# 3515 Їндра
3515 Їндра (3515 Jindra) — астероїд головного поясу, відкритий 16 жовтня 1982 року.
Тіссеранів параметр щодо Юпітера — 3,306.